# أوزوالد ويست

وهو سياسي أمريكي ينتمي إلى الحزب الديمقراطي كان حاكما على ولاية أوريغون ولد أوزوالد ويست في 20 أيار - مايو من سنة 1873 في كندا ولكنه انتقل مع عائلته إلى ولاية أوريغون في الولايات المتحدة عندما كان في سن الرابعة شغل ويست منصب حاكم على ولاية أوريغون ما بين عامي 1911 إلى عام 1915 توفي أوزوالد ويست في 22 آب - أغسطس من سنة 1960 في ولاية أوريغون.